# Christoph Sauser

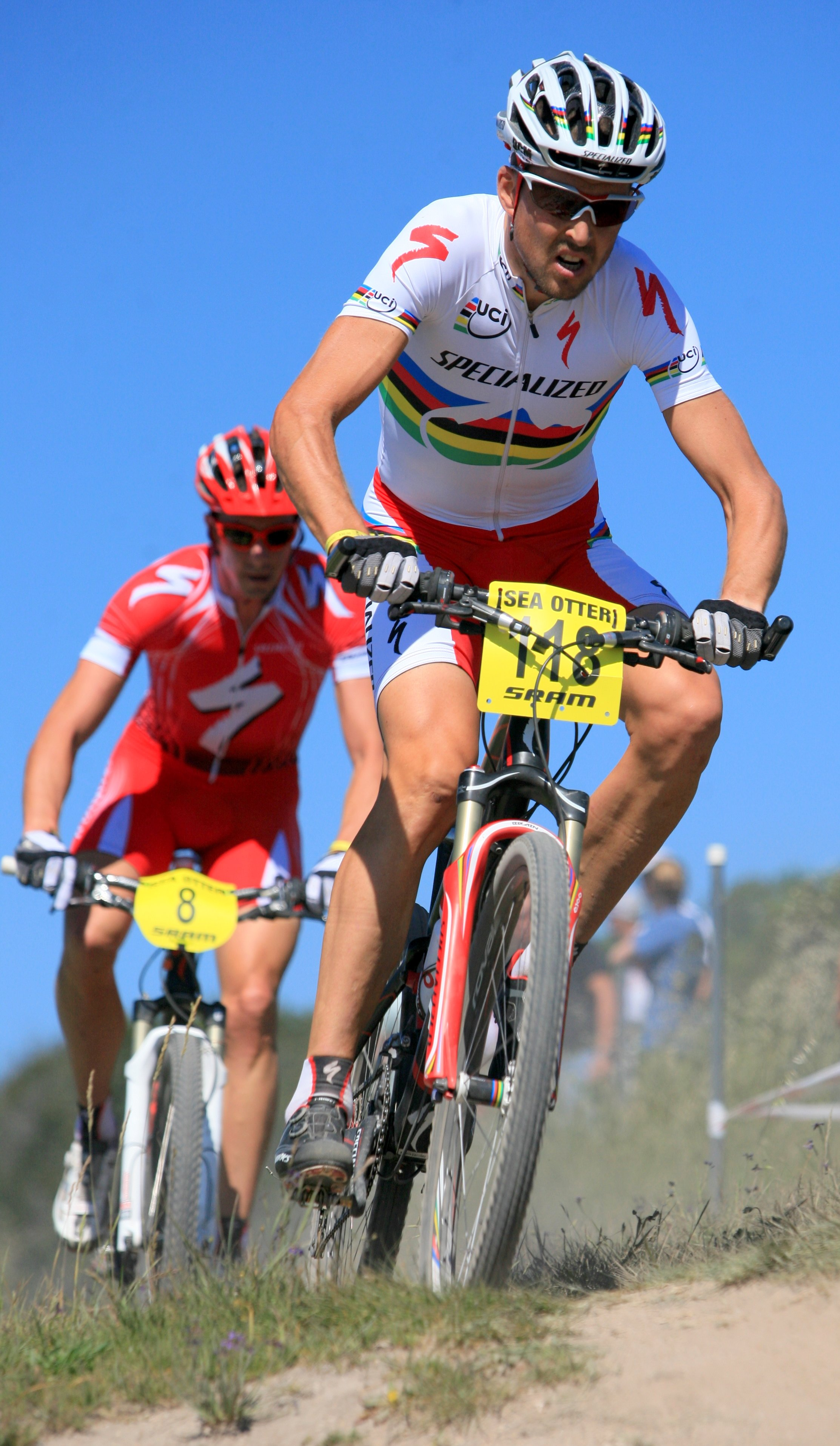
Christoph Sauser i Todd Wells podczas Sea Otter Classic 2009

Christoph Sauser (ur. 16 kwietnia 1976 w Sigriswil) – szwajcarski kolarz górski, brązowy medalista olimpijski, sześciokrotny medalista mistrzostw świata, czterokrotny medalista mistrzostw świata w maratonie MTB, dwukrotny wicemistrz Europy, dwukrotny medalista mistrzostw Europy w maratonie oraz dwukrotny zdobywca Pucharu Świata.

## Kariera
Swoją karierę Christoph Sauser zaczynał jako junior w zjeździe. Największe sukcesy odnosił jednak w cross-country i maratonie. Pierwszy sukces osiągnął w 1998 roku, kiedy zdobył srebrny medal w cross-country w kategorii U-23 podczas mistrzostw świata w Mont-Sainte-Anne. W zawodach tych wyprzedził go tylko Francuz Miguel Martinez, a trzecie miejsce zajął Belg Roel Paulissen. Na rozgrywanych dwa lata później mistrzostwach świata w Sierra Nevada wspólnie z Florianem Vogelem, Barbarą Blatter i Silvio Bundim był drugi w sztafecie. W tym samym roku zdobył również brązowy medal w cross-country na igrzyskach olimpijskich w Sydney, przegrywając jedynie z Miguelem Martinezem i Belgiem Filipem Meirhaeghe. Na rozgrywanych cztery lata później igrzyskach w Atenach nie ukończył rywalizacji. W międzyczasie zdobył indywidualnie brązowy medal na mistrzostwach świata w Vail w 2001 roku. Następnie wywalczył srebrne medale w cross-country na MŚ w Livigno (2005), MŚ w Rotorua (2006) i ME w Limosano (2006). W 2007 roku Sauser zdobył swoje pierwsze indywidualne złote medale, zwyciężając na mistrzostwach świata w maratonie w Verviers i mistrzostwach Europy w maratonie w St. Wendel. Kolejne trzy medale zdobył w 2008 roku: zwyciężył w cross-country na mistrzostwach świata w Val di Sole, a mistrzostwach świata w maratonie w Niederdorfie i mistrzostwach Europy w St. Wendel był drugi. Był także czwarty na igrzyskach olimpijskich w Pekinie, przegrywając walkę o podium ze swym rodakiem Nino Schurterem. Na kolejny medal musiał poczekać do 2011 roku, kiedy zwyciężył na mistrzostwach świata w maratonie w Montebelluna. W maratonie najlepszy był także na rozgrywanych dwa lata później mistrzostwach świata w maratonie w Kirchbergu, a na ME w maratonie w Bernie w tym samym roku był drugi za Austriakiem Albanem Lakatą. Sauser wielokrotnie zwyciężał w zawodach Pucharu Świata w kolarstwie górskim, przy czym w sezonach 2004 i 2005 zwyciężał w klasyfikacji generalnej. Ponadto w sezonach 2002, 2003, 2006 i 2008 był drugi, a w sezonach 1999 i 2007 zajmował trzecie miejsce.
Ma 181 cm wzrostu i waży 63 kg, jest kawalerem. Obecnie ściga się w zawodowym teamie MTB Specialized.

## Ważniejsze osiągnięcia
(źródło: www.sauserwind.com, www.uci.ch)
2008
- 1. Mistrzostwa świata XC – Val di Sole, ITA
- 2. Puchar Świata MTB XC – Klasyfikacja generalna
- 1. Puchar Świata XC – Schladming, AUT
- 2. Mistrzostwa świata Maraton MTB – Vilbassa, ITA
- 3. Puchar Świata XC – Houfallize, BEL
- 2. Puchar Świata XC – Offenburg, GER
- 3. Puchar Świata XC – Vallnord, AND
- 3. Puchar Świata XC – Fort Williams, GB
- 2. Mistrzostwa Europy XC – St.Wendel, GER
- 4. Igrzyska olimpijskie – Pekin, CHN

2007
- 1. Mistrzostwa świata Maraton MTB – Verviers, BEL
- 1. Mistrzostwa Europy Maraton MTB – St.Wendel, GER
- 6. Mistrzostwa świata XC – Fort William, GB
- 4. Mistrzostwa świata XC – Cappadocia, TUR
- 3. Puchar Świata XC – klas. generalna
- 3. Puchar Świata XC – Houfallize, BEL
- 6. Puchar Świata XC – Offenburg, GER
- 2. Puchar Świata XC – Champéry, CH
- 4. Puchar Świata XC – Mt. St.Anne, CAN
- 5. Puchar Świata XC – St. Félicien, CAN
- 2. Puchar Świata XC – Maribor, SLO
- 1. Nationalpark Marathon – Scuol, CH
- 1. Test Olimpijski – Pekin, CHN

2006
- 2. Mistrzostwa świata XC – Rotorua, NZL
- 2. Mistrzostwa Europy XC – Chies d'Alpago, I
- 1. Mistrzostwa Szwajcarii XC – Savognin, CH
- 1. Mistrzostwa Szwajcarii MTB Maraton – Einsiedeln, CH
- 2. Puchar Świata XC – klas. generalna
- 5. Puchar Świata XC – Curacao, AHO
- 2. Puchar Świata XC – Madrid, ESP
- 7. Puchar Świata XC – Spa, BEl
- 7. Puchar Świata XC – Fort William, GB
- 1. Puchar Świata XC – Mont St. Anne, CAN
- 1. Puchar Świata XC – Schladming, AUT
- 1. Roc d'Azur, FRA
- 1. SBM Küblis, CH
- 1. Norba Mount Snow, USA
- 1. Absa Cape-Epic, RSA

2005
- 2. Mistrzostwa świata XC – Livigno, It
- 1. Puchar Świata XC – klas. generalna
- 4. Puchar Świata XC – Spa, Bel
- 3. Puchar Świata XC – Madrid, SP
- 2. Puchar Świata XC – Houffalize, Bel
- 1. Puchar Świata XC – Willingen, GER
- 1. Puchar Świata XC – Mont St. Anne, CAN
- 1. Puchar Świata XC – Angel Fire, USA
- 2. Puchar Świata XC – Fort William, GB
- 5. Mistrzostwa Europy XC – Kluisbergen, Bel
- 1. Roc d'Azur, FRA
- 2. AbsaCape Epic, RSA
- 1. IXS-Cup, Eiger Bike Challenge, CH
- 1. IXS-Cup, Estavayer, CH
- 1. Swisspower CUP – Hasliberg, CH

2004
- 1. Puchar Świata XC – klas. generalna
- 5. Puchar Świata XC – Madrid, ESP
- 2. Puchar Świata XC – Houffalize, BEL
- 1. Puchar Świata XC – Fort William, GB
- 8. Puchar Świata XC – Schladming, AUT
- 2. Puchar Świata XC – Mont St. Anne, CAN
- 1. Puchar Świata XC – Calgary, CAN
- 2. Puchar Świata XC – Livigno, IT
- 11. Mistrzostwa świata – Les Gets, FRA
- Igrzyska olimpijskie – Ateny – nie ukończył (awaria sprzętu)
- 1. Swisspower Cup – klas. generalna
- 1. O-Tour, CH
- 1. Garda Festival, IT

2003
- 2. Wuchar Świata XC – klas. generalna
- 1. Puchar Świata XC – St.Wendel, GER
- 4. Wuchar Świata XC – Fort William, GB
- 2. Puchar Świata XC – Mont St. Anne, CAN
- 6. Puchar Świata XC – Vancouver, CAN
- 4. Puchar Świata XC – Kaprun, AUT
- 14. Mistrzostwa świata XC – Lugano, CH
- 1. Mistrzostwa Szwajcarii – Küblis, CH
- 2. Swisspower Cup – klas. generalna

2002
- 2. Puchar Świata XC – klas. generalna
- 7. Puchar Świata XC – Madrid, ESP
- 1. Puchar Świata XC – Houffalize, BEl
- 2. Puchar Świata XC – Vancouver, CAN
- 2. Puchar Świata XC – Les Gets, FRA
- 1. Mistrzostwa Szwajcarii XC – Gossau, CH
- 5. Mistrzostwa Europy XC – Zürich, CH
- 1. 360° Sports Festival – Telluride

2001
- 3. Mistrzostwa Europy XC – Vail, USA
- 1. Puchar Świata XC – Vancouver, CAN
- 2. Puchar Świata XC – Leysin, CH
- 7. Puchar Świata XC – Mont St. Anne, CAN
- 1. Mistrzostwa Szwajcarii XC – Einsiedeln, CH

2000
- 3. Igrzyska olimpijskie – Sydney, AU
- 10. Puchar Świata XC – Houffalize, B
- 8. Puchar Świata XC – St. Wendel, GER
- 4. Puchar Świata XC – Sarentino, I
- 2. Puchar Świata XC – St. Anne, CAN
- 9. Puchar Świata XC – Canmore, CAN
- 7. Puchar Świata XC – Lausanne, CH
- 5. Puchar Świata XC – Overall
- 1. Swiss Cup La-Chaux-de-Fonds, CH
- 1. Swiss Cup Leukerbad, CH
- 1. Norba Mt. Snow, USA
- 1. Mistrzostwa Szwajcarii XC – Gränichen, CH
- 2. Mistrzostwa świata XC sztafeta – Sierra Nevada, SP

1999(kat. elite)
- 3. Puchar Świata XC – klas. generalna
- 8. Puchar Świata XC – Napa, USA
- 4. Puchar Świata XC – Sydney, AUS
- 4. Puchar Świata XC – St. Wendel, GER
- 2. Puchar Świata XC – Plymouth, GB
- 1. Puchar Świata XC – Big Bear, USA
- 4. Puchar Świata XC – Canmore, CAN
- 2. Puchar Świata Houffalize, BEL
- 1. Mistrzostwa Szwajcarii XC
- 10. Mistrzostwa świata Are, S

1998(kat. do 23 lat)
- 3. Puchar Świata XC – Plymouth, GB
- 9. Puchar Świata XC – klas. generalna
- 2. Mistrzostwa Szwajcarii XC – Zürich, CH
- 2. Mistrzostwa świata XC – Mont St. Anne, CAN

1997(kat. do 23 lat)
- 1. Mistrzostwa Szwajcarii XC – Buttes, CH
- 5. Mistrzostwa Europy XC – Silkeborg, DK
- 6. Mistrzostwa świata XC – Chateau d`Oex, CH

1996(kat. do 23 lat)
- 1. Mistrzostwa Szwajcarii XC – Moutier, CH
- 3. Mistrzostwa Szwajcarii DH – Aegeri, CH
- 6. Mistrzostwa świata XC – Cairns, AUS

1995(kat. do 23 lat)
- 1. Puchar Szwajcarii DH – klas. generalna
- 17. Mistrzostwa Europy DH – Spinlermühle, CZ

1994(kat. Junior)
- 1. Mistrzostwa Szwajcarii DH – Villars, CH
- 3. Mistrzostwa Szwajcarii XC – Geneva, CH
- 10. Mistrzostwa świata DH – Vail, USA
- 13. Mistrzostwa świata XC – Vail, USA

1993(kat. Junior)
- 6. Puchar Szwajcarii DH – klas. generalna
- 5. Mistrzostwa świata DH – Métabief, FRA